# ピクニック (生天目仁美のアルバム)
PICNIC（ぴくにっく）は、声優の生天目仁美が出した1枚目アルバムである。

## 収録曲
1. おひさまとおさんぽ
  - 作詞：生天目仁美、作曲：藤倉芹奈、編曲：原嘉朗
2. 明日へ…
  - 作詞・作曲：大石孝次、編曲：原嘉朗
3. ORANGE
  - 作詞・作曲：大石孝次、編曲：出田慎吾
4. Meaning out to the end
  - 作詞・作曲：Spicy、編曲：Spicy Group
5. ピクニック
  - 作詞・作曲：生天目仁美、編曲：出田慎吾
6. トモダチ〜もうひとつの眼差し〜〔前作の続編〕
  - 作詞：生天目仁美、作曲：松本尚樹、編曲：出田慎吾
7. 夏の忘れ物 -Sea Breeze Mix-
  - 作詞・作曲：大石孝次、編曲：原嘉朗
8. Crescent Love〜月のなみだ〜
  - 作詞：森由里子、作曲・編曲：岡崎雄二郎
  - テレビアニメ『夜明け前より瑠璃色な 〜Crescent Love〜』エンディングテーマ
9. Monarc
  - 作詞・作曲・編曲：出田慎吾
10. しあわせのかたち
  - 作詞：生天目仁美、作曲：岩瀬晴美、編曲：出田慎吾